# Muscolo retto superiore
Il muscolo retto superiore è uno dei sei muscoli striati che consente il movimento del bulbo oculare.
È il più lungo, circa 41,8 mm, dei muscoli retti dell'occhio.

## Origine e inserzione
Esso origina dall'anello tendineo di Zinn, sopra al foro ottico ed al nervo ottico. Da lì si porta in avanti, con un decorso lievemente obliquo, passando sopra il bulbo oculare e sotto il muscolo elevatore superiore delle palpebre e si va ad inserire sulla parte superiore della sclera, ad una distanza di 8,5 mm dal limbus, con una linea di contatto arcuata di 6,5 mm. Prende, inoltre, inserzione sul margine superiore della cavità orbitaria mediante tendini di ancoraggio (questo accorgimento anatomico fa sì che il muscolo retto non causi, contraendosi, una retrazione del globo oculare: enoftalmo).

## Innervazione
Il muscolo retto superiore è innervato dal III paio dei nervi cranici (il nervo oculomotore).

## Vascolarizzazione
È irrorato da rami dell'arteria oftalmica e dall'arteria lacrimale.

## Azione
La contrazione di questo muscolo determina un innalzamento del polo anteriore del bulbo oculare con intrarotazione e adduzione.